# Національна інженерна академія США
Націона́льна інжене́рна акаде́мія США (англ. National Academy of Engineering, NAE) — американська неприбуткова недержавна незалежна наукова організація серед Національних академій наук, інженерії та медицини, куди входять також Національна академія наук, Національна академія медицини та Національна рада з досліджень (англ. National Research Council).

## Загальна інформація
Заснована у 1964 році. Національна інженерна академія працює в інженерних програмах, спрямованих на задоволення національних потреб, заохочує навчання та дослідження, виявляє найвищі досягнення інженерів. Нові члени щорічно обираються дійсними членами, виходячи з визнання поточних досягнень в оригінальних дослідженнях. Академія є автономною в управлінні та підборі своїх членів, поділяючи з рештою Національних академій роль консультанта федерального уряду США.
Головний офіс розташований у Вашингтоні. Очолює академію (станом на 2020 рік) президент Джон Леонард Андерсон.
Формально членом академії може бути громадянин США. Термін «закордонний партнер» застосовується до негромадян, які обрані до академії. Налічує понад 2 тис. членів.
Обрання у члени академії вважається за високу честь.

## Нагороди від академії
Академія присуджує декілька престижних нагород. Найпочеснішими з них, кожен лауреат яких отримує премію розміром у 500 000 доларів, є:
- Премія Бернарда М. Гордона[en], мета якої відзначити лідерів у наукових колах з розробки нових освітніх підходів у галузі інженерії[4];
- Премію Фріца та Долорес Руссів присуджують за значні досягнення у біоінженерії, котрі знайшли широке використання і які забезпечили покращення стану людини[5];
- Премія Чарлза Старка Дрейпера вручається за значні інженерні досягнення, що зробили значний вплив на суспільство, а також привели до покращення якості життя та/або полегшили доступ до інформації[6].

Іноді цю групу премій називають американською версією Нобелівської премії у галузі інженерії.